# Système national de gestion des identifiants
Le Système national de gestion des identités (SNGI) est un système de traitement automatisé français mis en œuvre par la Caisse nationale d'assurance vieillesse (CNAV). Situé sur le site informatique de Tours, ce fichier contient l'identité des personnes nées en France et les personnes nées à l'étranger qui viennent travailler en France à partir du simple numéro de sécurité sociale (NIR). Fin 2015, 108 millions de personnes étaient identifiées dans ce fichier. Ce référentiel est également largement utilisé par les autres organismes de protection sociale (MSA, CNAF, CNAM, France Travail, Agirc-Arrco, CFE, CPRPSNCF, etc.). Le SNGI est consulté par certaines Maisons départementales des personnes handicapées. D'ici 2020, l'ensemble des MDPH pourra consulter le SNGI.
Le SNGI est une des bases de référence pour l'INS.